# فدراسیون فوتبال بولیوی
فدراسیون فوتبال بولیوی (اسپانیایی: Federación Boliviana de Fútbol‎) نهاد اداره‌کننده مسابقات فوتبال و فوتسال در کشور بولیوی است.
این فدراسیون که در ۱۹۲۵ تأسیس شده عضو کونمبول و FIFA نیز می‌باشد و مقر آن در شهر کوچابامبا است.
مسابقات لیگ دسته اول فوتبال بولیوی و جام حذفی فوتبال بولیوی زیر نظر این فدراسیون برگزار می‌شود.